# Alle Macht Aan De Arbeiders
Alle Macht Aan De Arbeiders (AMADA) was een marxistisch-leninistische politieke beweging in België, die vanaf haar oprichting in 1971 evolueerde naar een partijstructuur. Ludo Martens was de stichter en politiek leider, hij bleef dat ook na de omvorming tot Partij van de Arbeid van België (PVDA) in 1979.

## Geschiedenis

### Ontstaan (jaren 60)
De oorsprong van de partij ligt bij de Studenten Vakbeweging (SVB, een studentenvakbond), een progressieve stroming binnen het Katholiek Vlaams Hoogstudentenverbond (KVHV) aan de Katholieke Universiteit Leuven. De SVB wierp er zich op als de emanatie van een groeiende progressieve stroming, die een nieuwe tijdgeest in de brede samenleving aankondigde. Prominente leden in deze periode waren Ludo Martens, Mark Franco en Jan Van Holm. Vanaf december 1966 uitte Martens samen met Walter De Bock in het blad van het KVHV, Ons Leven, kritiek op het erg traditionele en naar hun mening bekrompen studentenleven. Ze waren hevig gekant tegen de conservatieve stroming die steeds de leiding had binnen het katholieke en Vlaams-nationalistische KVHV.
Deze interne oppositie was echter een kort leven beschoren. Op 3 februari 1967 verscheen het beruchte "seksnummer" (nr. 18) van Ons Leven met Martens als hoofdredacteur. Hierin werd het ideologisch fundament van de studentenvakbeweging uitgelegd, maar dit ging volledig verloren door twee artikels waarin de katholieke geestelijkheid van pedofilie werd beschuldigd. Dit laatste greep de universitaire overheid, in de aanloop naar de woelige januari 1968, aan om Martens te verbieden om het academiejaar 1967- 1968 in Leuven verder te studeren. Bovendien werd hem verboden om nog te publiceren over zaken die afweken van de christelijke ethiek. Als reactie hierop splitste de SVB zich af van het KVHV.
Op een internationaal congres van de linkse Duitse studentenbond SDS in Berlijn in de zomer van 1967 ontmoette Martens met sommige medestanders adepten van Karl Marx, Vladimir Lenin en Mao Zedong. Hierna groeide binnen de SVB belangstelling voor het wetenschappelijk socialisme en het verruimen van de blik van de studerende jeugd naar de arbeiderswereld. In de zomer van 1968, na de acties voor Leuven Vlaams, begon de SVB onder invloed van Martens met het bestuderen van twee werken van Vladimir Lenin: Wat te doen? (1902) en Staat en revolutie (1917). Deze linkse radicalisering van de SVB leidde ertoe dat een aantal studenten de SVB de rug toekeerde. Zij weigerden de leninistische koers te volgen die Martens uitzette. Martens die het verbod had gekregen om nog langer aan de universiteit van Leuven te studeren trok daarop naar de Rijksuniversiteit Gent, waar hij de leiding nam over een groep studenten die daar in de Maartbeweging van 1969 ontstond. Net als in Leuven bestudeerden studenten van de Gentse universiteit onder leiding van Martens in de zomer van 1969 het marxisme (onder andere Het Kapitaal, Kritiek der politieke economie van Karl Marx). Uit deze studiegroep ontstond de Gentse Studentenbeweging (GSB). Tot de oprichters van deze groep behoorden onder anderen Renaat Willockx en Bob Roeck.

### Alle Macht Aan De Arbeiders (jaren 70)
In januari 1970 trok de kern van SVB naar de Limburgse mijnstaking en werd daar actief onder de naam Mijnwerkersmacht. Vrijwel tegelijkertijd ontstond bij de 'Ford Genk'-staking een gelijkaardige organisatie die actief was onder de naam Arbeidersmacht. Deze Limburgse stakingen waren de eerste grote Wilde Stakingen die in de eerste helft van de jaren 70 kleine en grote bedrijven in België lam legden, vaak zonder en herhaaldelijk tegen de vakbonden, die de stakingen niet wilden erkennen. Fabriekskernen werden zo uitgebreid naar andere steden (onder andere Antwerpen) en de verschillende groepen van de Derde Wereldbeweging werden voorzien van een nationale coördinatie. Deze en andere pogingen om een brug te leggen tussen de studenten- en de arbeiderswereld werden later geconsolideerd onder de naam Alle Macht Aan De Arbeiders (AMADA) met de intentie om revolutionaire arbeiderscomités op te richten. Deze beweging zag zichzelf al snel als communistische partij in opbouw waarin de Leuvense SVB, de Gentse GSB, de Derde Wereldbeweging (DWB), de lokale Limburgse kernen van Mijnwerkersmacht en Arbeidersmacht (elders in Vlaanderen) vertegenwoordigd waren. Een voorlopig Centraal Comité en een ideologische commissie zagen het licht en niet veel later verscheen het eerste nummer van het krantje Alle Macht Aan de Arbeiders. De partij-opbouw was gestart en studentenleiders Ludo Martens en Kris Merckx werden de kopstukken. Naar analogie met de visie van de toenmalige leiding, gingen geëngageerde studenten in fabrieken werken.
Terzelfder tijd (1971) ontstonden de eerste groepspraktijken van Geneeskunde voor het Volk (GVHV) onder initiatief van Kris Merckx en Michel Leyers, wat voor ophef zorgde bij de Orde van Geneesheren. Verschillende processen volgden tegen het - door hen, maar ook door de officiële, Moskougezinde Kommunistische Partij van België (KPB) zo genoemde - missionariswerk. AMADA ging echter verder met het uitbouwen van de dokterspraktijken in de arbeiderswijken (onder andere in Zelzate, Hoboken en Genk). Steeds meer werd (openlijk) de kaart van het maoïsme getrokken en werden de standpunten en analyses van de Communistische Partij van China gedeeld. Voorts werden ook de werken van Jozef Stalin in deze periode meer en meer gepropageerd en als handleiding voor de praxis gehanteerd. AMADA wedijverde inzake de correcte toepassing van het marxisme-leninisme in deze periode met de oudere wegkwijnende KPB.
Er werd een hiërarchische partijorganisatie naar leninistisch model ontwikkeld en AMADA beschouwde zichzelf als de voorhoede van de arbeidersklasse. Historicus Rudi Van Doorslaer vergeleek de politieke lijn in deze periode met die van de Komintern uit de periode 1929-1934. Doordat de partijleiding en de militanten in de beginjaren nog erg onervaren en te impulsief waren, kon AMADA moeilijk aansluiting vinden bij het socialistische ABVV en het christelijke ACV. Hierdoor ontstond er herhaaldelijk binnen de beweging een anti-syndicalistisch standpunt. Zo werd de vakbondsleiding vaak verweten op één lijn te staan met de bedrijfsleiding en hoofddelegees werden de waakhonden van de werkgevers genoemd, wat dan op haar beurt resulteerde in het verbannen van AMADA-militanten uit de vakbonden.
In 1974 werden afdelingen opgestart in Luik en Charleroi onder de naam Tout le Pouvoir aux Ouvriers (TPO). In 1975 werd de min of meer maandelijks verschijnende krant Alle Macht Aan de Arbeiders een weekblad. Geleidelijk aan stelde de partij zich vanaf 1975 - naar buiten - minder dogmatisch op en bij de deelname aan de stakingen bij Vieille-Montagne te Kelmis en de Boelwerf te Temse ontstond een genuanceerdere houding aan ten overstaan van de vakbonden en haar delegees. Dat kwam onder meer tot uiting in de samenwerking tijdens de 11 maanden durende bezetting van de olieraffinaderij RBP in Antwerpen, onder leiding van ABVV-voorman Marcel Schoeters, die in augustus 1979 met succes werd afgerond: de met sluiting bedreigde raffinaderij bleef open, met een redelijk behoud van de oorspronkelijke werkgelegenheid. Wel bleef de partij steeds afkerig ten overstaan van de andere klein-linkse partijen zoals de KPB en de trotskistische Revolutionaire Arbeidersliga (RAL). De eerste verweten ze een revisionistische partij te zijn, die verraad had gepleegd ten overstaan van de marxistisch-leninistische principes, de tweede noemde ze een beweging van renegaten die in dienst stonden van het imperialisme. Het einde van de Vietnamoorlog in 1975, de dood van Mao Zedong in 1976 en de economische hervormingspolitiek in China onder leiding van Deng Xiaoping leidde tot een herpositionering van de partij en een nieuwe partijnaam, de Partij van de Arbeid van België (PVDA).
Naast AMADA bestond er in de jaren 70 ook de Parti Communiste Marxiste Léniniste de Belgique (PCMLB) die het blad Clarté uitgaf, in 1967 afgesplitst van de in 1963 gestichte Peking-gezinde Kommunistische Partij van Jacques Grippa. Naast een andere groupuscule die zich de Union des Communistes Marxistes-Léninistes de Belgique (UCMLB) noemde was er een groepering in de Borinage, die het blad L'Exploité uitgaf. Binnen deze organisaties, vanaf mei 68 vooral geconcentreerd in en rond Franstalige en Vlaamse universiteiten, ontstonden er geregeld en ongeregeld scheuringen, afscheidingen en (tijdelijke) herenigingen. Uiteindelijk zou hun invloed afnemen. Verschillende leidende figuren van destijds zijn later terug te vinden in politieke partijen, de academische wereld en de journalistiek.